# Гітлерівський бекон
Гітлерівський бекон (угор. Hitlerszalonna або Hitler-szalonna, букв. «гітлерівське сало») — щільний фруктовий джем на кшталт мармеладу, який постачали з Німеччини угорським солдатам під час Другої світової війни. Брикет готувався з фруктової сировини, зокрема, слив, упаковувався в папір та сіточку, і легко нарізався скибочками, як сало.
Під час збройних конфліктів за часів Австро-Угорщини угорські солдати отримували як продовольство звичайний бекон (шпик), який отримав прізвисько «кайзер-бекон».
Під час Другої світової війни угорські солдати отримували харч уже від німців, і часто замість бекону це було уварене фруктове варення. Тому солдати стали називати його «гітлерівським беконом», від імені Адольфа Гітлера..   Вважається, що продукт містив інгредієнти як рослинного, і тваринного походження.
Після закінчення війни деякі угорські кондитери до 60-х років продовжили випуск цього десерту, який так і називали «гітлерівським беконом». Також його готували і домашні кулінари, часто із айви.
Аналогічний продукт, як і раніше, продається в Угорщині під назвою vegyes gyümölcsíz або gyümölcs.